# Eisenberg (Altmorschen)
Koordinaten: 51° 3′ 17″ N, 9° 37′ 55″ O
Eisenberg ist ein wüst gefallener Wohnplatz in der Gemarkung von Altmorschen, Kernort der Gemeinde Morschen im nordhessischen Schwalm-Eder-Kreis.
Zum Ort ist nur sehr wenig bekannt. Er wurde urkundlich erstmals im Jahre 1895 erwähnt, als ein einzelnes Wohnhaus mit sieben Bewohnern, und lag 2 km südöstlich von Altmorschen unmittelbar nördlich der Bahnstrecke Bebra–Baunatal-Guntershausen („Friedrich-Wilhelms-Nordbahn“) 185 m über NHN auf einer leichten Erhöhung in der Fuldaaue. Das amtliche Verzeichnis der Gemeinden in Hessen von 1961 verzeichnet den Ort noch als Wohnplatz, ebenso die Topographische Karte von 1970. Wann das Haus aufgegeben wurde, ist ungewiss.